# 昭和38年台風第9号
昭和38年台風第9号（しょうわ38ねんたいふうだい9ごう、国際名：Bess / ベス）は、1963年8月に九州に上陸した台風である。

## 概要
| 進路図 |  | 天気図 |
| 進路図 |  | 天気図 |

1963年7月30日、マリアナ諸島西方で台風9号が発生。台風は8月3日頃までは停滞気味で、あまり発達しなかったが、4日になると急速に勢力を強めるとともに北上を開始。日本付近は同年7月13日に梅雨明けして以来、太平洋高気圧に覆われていたため、厳しい暑さが連日続いており、一部で水不足の声も出るほど雨も少なかった。8月の台風は、通常であれば東シナ海から大陸東岸を北に進むことが多いが、当時は高気圧が弱い時期であったため、この台風は徐々に北上を続けた。そして8月9日、台風は宮崎県と大分県との県境付近に上陸。11日には日本海で温帯低気圧に変わった。

## 被害と影響
この台風は九州地方を中心に大きな被害を出し、23人が死亡・6人が行方不明となったほか、46人が負傷、損壊住家2,064棟・浸水住家は25,166棟に達した。
この台風の影響により、1963年の長崎平和祈念式典は長崎国際文化会館で行われた。